# Saint-Thurien, Finistère

Saint-Thurien este o comună în departamentul Finistère, Franța. În 1 ianuarie 2022 avea o populație de 1.005 de locuitori.